# اچ‌ام‌اس سزار (۱۷۹۳)
اچ‌ام‌اس سزار (۱۷۹۳) (به انگلیسی: HMS Caesar (1793)) یک کشتی بود که طول آن ۱۸۱ فوت (۵۵ متر) بود. این کشتی در سال ۱۷۹۳ ساخته شد.